# Charraix
Charraix település Franciaországban, Haute-Loire megyében. Lakosainak száma 67 fő (2022. január 1.). Charraix Cubelles, Pébrac, Prades, Saint-Julien-des-Chazes és Venteuges községekkel határos.

## Népesség
A település népességének változása:
| Lakosok száma | 173  | 130  | 111  | 94   | 89   | 83   | 71   | 69   | 67   | 67   |
|               | 1968 | 1982 | 1990 | 2006 | 2013 | 2015 | 2017 | 2019 | 2020 | 2022 |